# Young Jeezy
Jay Jenkins, spíše známý jako Young Jeezy a dříve jako Lil J (* 28. září 1977 Columbia, Jižní Karolína) je americký rapper a člen skupiny USDA. Jde o bývalého člena skupiny Boyz N da Hood. Proslul používáním výrazu Trap (související s prodejem drog). Jeho nejúspěšnějším albem se stalo The Inspiration: Thug Motivation 102 (2006). Největším hitem píseň "Soul Survivor" (ft. Akon).

## Stručná biografie

### Dětství
Narodil se ve městě Columbia roku 1977, ale brzy se jeho rodina přestěhovala do Atlanty v Georgii. Když vyrůstal, jeho rodiče se rozvedli a on trávil čas střídavě u jednoho z nich. V sedmnácti letech byl nucen strávit devět měsíců ve vojenském tréninkovém táboře v Savannah, za držení drog.

### Nezávislá alba (2001–2004)
Hudební kariéru odstartoval v roce 2001, když pod přezdívkou Lil J vydal nezávislé album Thuggin' Under the Influence (T.U.I.), na svém vlastním labelu Corporate Thugz Entertainment. O dva roky později si změnil pseudonym na Young Jeezy a vydal nezávislé album Come Shop wit Me, které obsahovalo i několik písní z předchozího alba. Po vydání získal smlouvu u Bad Boy Records, kde se stal členem skupiny Boyz n the Hood, jejichž debut byl vydán v roce 2005 a umístil se na pátém místě žebříčku Billboard 200.

### Let's Get It a The Inspiration (2005–2007)
Tím se mu rozběhla i sólová kariéra. Po poslechu jeho písní o něj stály společnosti jako jsou Interscope Records nebo Warner Bros., ale on se rozhodl upsat, i se svým labelem Corporate Thugz Ent., Def Jamu. Jeho sólo debut u major labelu Let's Get It: Thug Motivation 101 vyšel v červenci 2005 a umístil se na druhém místě žebříčku Billboard 200, a to i díky singlu "Soul Survivor" (ft. Akon), který je jeho doposud nejúspěšnějším.
Ve stejném roce, po hurikánu Katrina zpřístupnil svůj dům obětem katastrofy. V září téhož roku spolupracoval na písni rappera Gucci Manea, za kterou však nikdy nedostal zaplaceno, čímž se rozpoutal spor (beef). Jeezy nahrál dissy "Stay Strapped", "Break It Down" a "Streets On Lock", poslední zmiňovaný pochází z druhého sólového alba nazvaného The Inspiration: Thug Motivation 102. Toto album vyšlo v roce 2006 a umístilo se na prvních místech hitparád Billboard 200, Top R&B/Hip-Hop Albums a 'Top Rap Albums, stejně jako předchozí album i toto získalo platinové ocenění společnosti RIAA za milion prodaných kopií v USA. Z alba pochází úspěšné singly "I Luv It" a "Go Getta" (ft. R. Kelly).
Na přelomu let 2006 a 2007 opustil po vnitřních sporech skupinu Boyz n Da Hood, ve které ho nahradil rapper Gorilla Zoe, a založil novou skupinu USDA, kterou kromě něj tvoří rappeři Slick Pulla a Blood Raw. V květnu pak vychází pod Def Jamem debut této skupin nazvaný Cold Summer, ten se umístil na čtvrtém místě hitparády Billboard 200. Ve stejném roce před Vánoci, během týdne rozvezl tisíc hraček pro tisíc dětí po čtvrtích Unionville ve městě Macon a Old Fourth Ward Community v Atlantě.

### The Recession a Hustlerz Ambition (2008–2012)
Roku 2008 vydal své třetí album nazvané The Recession, které se umístilo opět na prvních místech všech tří hitparád zmíněných výše a navíc zabodovalo i v Kanadě. Ovšem album nezaznamenalo již takový prodej, a tak se stalo "jen" zlatým. Z alba pochází hity "Put On" (ft. Kanye West), který byl nominován na cenu Grammy, a "My President" (ft. Nas). V březnu 2010 vypustil ze svého pseudonymu "Young", ale brzy tuto změnu odvolal.
Od listopadu 2009 pracoval na albu s pracovním názvem Thug Motivation 103, ze kterého pochází promo singl "Lose My Mind" (ft. Plies). Album TM:103 Hustlerz Ambition bylo nakonec vydáno 20. prosince 2011, debutovalo v USA na 3. příčce. Celkem se v USA prodalo 580 000 kusů alba. Tím získalo certifikaci zlatá deska. Úspěšnějšími singly jsou písně "I Do" (ft. Jay-Z a André 3000) a "Leave You Alone" (ft. Ne-Yo).

### Seen It All (2013–2014)
V srpnu 2013 vydal kompilační mixtape svého labelu CTE s názvem Boss Yo Life Up Gang.
V září 2014 vydal své páté album nazvané Seen It All: The Autobiography. Album vydal pod zkráceným pseudonymem Jeezy. K propagaci alba vydal neúspěšný singl "Me Ok" a singl "Seen It All" (ft. Jay-Z), který se umístil na 85. příčce. I přes relativní neúspěch singlů se album umístilo na 2. příčce žebříčku Billboard 200 se 121 000 prodanými kusy v první týden prodeje v USA. Celkem se prodalo 247 000 kusů.

### Church In These Streets (2015–2016)
Na konci srpna 2015 uvedl, že brzy vydá nové album. Téhož dne byl vydán první singl s názvem "GOD". Datum vydání bylo stanoveno na 13. listopadu 2015. V říjnu také zveřejnil obal alba. Další dva singly byly "Church in these Streets" a "Gold Bottles". Ani jeden singl se neumístil v hitparádách.

### Pressuree (2017)
Mezi říjnem a prosincem 2017 vydal tři nové singly "Bottles Up" (ft. Puff Daddy), "Cold Summer" (ft. Tee Grizzley) a "This Is It". Ani jeden singl ovšem neuspěl. Album Pressure bylo vydáno v prosinci 2017 a umístilo se na 6. příčce žebříčku Billboard 200 s 72 000 prodanými kusy (včetně streamů) v první týden prodeje v USA.

## Diskografie

### Studiová alba
| Rok  | Album                                                                                         | Nejvyšší umístění v hitparádě | Nejvyšší umístění v hitparádě | Nejvyšší umístění v hitparádě | Nejvyšší umístění v hitparádě | Certifikace      |
| Rok  | Album                                                                                         | US 200                        | US Hip-Hop                    | US Rap                        | CAN                           | Certifikace      |
| ---- | --------------------------------------------------------------------------------------------- | ----------------------------- | ----------------------------- | ----------------------------- | ----------------------------- | ---------------- |
| 2005 | Let's Get It: Thug Motivation 101 - Vydáno: 26. července 2005 - Vydavatel: Island Def Jam     | 2                             | 1                             | 1                             | -                             | US: 2x platinové |
| 2006 | The Inspiration - Vydáno: 12. prosince 2006 - Vydavatel: CTE, Def Jam                         | 1                             | 1                             | 1                             | -                             | US: platinové    |
| 2008 | The Recession - Vydáno: 2. září 2008 - Vydavatel: CTE, Def Jam                                | 1                             | 1                             | 1                             | 6                             | US: platinové    |
| 2011 | Thug Motivation 103: Hustlerz Ambition - Vydáno: 20. prosince 2011 - Vydavatel: CTE, Def Jam  | 3                             | 1                             | 1                             | 45                            | US: platinové    |
| 2014 | Seen It All - Vydáno: 2. září 2014 - Vydavatel: CTE, Def Jam                                  | 2                             | 1                             | 1                             | 8                             | US: zlaté        |
| 2015 | Church In These Streets - Vydáno: 13. listopadu 2015 - Vydavatel: CTE, Def Jam                | 4                             | 2                             | 2                             | 59                            | US: /            |
| 2017 | Pressure - Vydáno: 15. prosince 2017 - Vydavatel: YJ Music, CTE, Def Jam                      | 6                             | 3                             | 3                             | 84                            | US: /            |
| 2019 | TM104: The Legend of the Snowman - Vydáno: 23. srpna 2019 - Vydavatel: YJ Music, CTE, Def Jam | 4                             | 3                             | 3                             | 85                            | US: /            |
| 2020 | The Recession 2 - Vydáno: 20. listopadu 2020 - Vydavatel: YJ Music, CTE, Def Jam              | 19                            | 7                             | 8                             | —                             | US: /            |

### Nezávislá alba

#### Jako Lil'J
- 2001 – Thuggin' Under the Influence (T.U.I.)

#### Jako Young Jeezy
- 2003 – Come Shop wit Me

### Spolupráce
| Rok  | Album                                                                            | Nejvyšší umístění v hitparádě | Nejvyšší umístění v hitparádě | Nejvyšší umístění v hitparádě |
| Rok  | Album                                                                            | US 200                        | US Hip-Hop                    | US Rap                        |
| ---- | -------------------------------------------------------------------------------- | ----------------------------- | ----------------------------- | ----------------------------- |
| 2005 | Boyz N da Hood (s Boyz N da Hood) - Vydáno: 21. června 2005 - Vydavatel: Bad Boy | 5                             | 1                             | 1                             |
| 2007 | Cold Summer (s USDA) - Vydáno: 22. května 2007 - Vydavatel: CTE, Def Jam         | 4                             | 1                             | 1                             |
| 2011 | The After Party (s USDA) - Vydáno: 15. listopadu 2011 - Vydavatel: CTE, SMC      | -                             | -                             | -                             |

### Mixtapy
- 2004 – The Streets Iz Watchin'
- 2005 – Trap or Die
- 2006 – Can't Ban the Snowman
- 2006 – I Am the Street Dream!
- 2008 – The Prime Minister
- 2009 – Trappin' Ain't That
- 2010 – Trap or Die 2: By Any Means Necessary
- 2010 – 1000 grams
- 2010 – The Last Laugh
- 2011 – The Real Is Back
- 2011 – The Real Is Back 2
- 2012 – It's Tha World
- 2013 – #ItsThaWorld (s CTE)
- 2015 – Gangsta Party
- 2015 – Politically Correct (EP) (s D. Rich)

### Úspěšné singly
- 2005 – "And Then What" (ft. Mannie Fresh)
- 2005 – "Soul Survivor" (ft. Akon)
- 2005 – "My Hood"
- 2006 – "I Luv It"
- 2007 – "Go Getta" (ft. R. Kelly)
- 2008 – "Put On" (ft. Kanye West)
- 2008 – "My President" (ft. Nas)
- 2010 – "Lose My Mind" (ft. Plies)
- 2011 – "Ballin'" (ft. Lil Wayne)
- 2012 – "I Do" (ft. Jay-Z a André 3000)
- 2012 – "Leave You Alone" (ft. Ne-Yo)
- 2013 – "R.I.P." (ft. 2 Chainz)
- 2014 – "Seen It All" (ft. Jay-Z)

## Filmografie
- 2009 – Janky Promoters